# جيم كارستيرز
جيمس وود كارستيرز (من مواليد 29 يناير 1971) هو لاعب كرة قدم محترف سابق في الظهير الأيسر لعب في دوري كرة القدم لمقاطعة ستوكبورت وبرينتفورد.